# Tres Quebradas (Panama)
Tres Quebradas è un comune (corregimiento) della Repubblica di Panama situato nel distretto di Los Santos, provincia di Los Santos. Si estende su una superficie di 12,8 km² e conta una popolazione di 717 abitanti (censimento 2010).